# Venuspassage (Uranus)
Venuspassage benämns det som inträffar när planeten Venus passerar framför solen sett från Uranus, men även från Jorden, Mars, Jupiter, Saturnus och Neptunus. Venus kan då ses som en liten svart skiva som långsamt rör sig över solens yta. 
Den första Venuspassagen från Uranus under det tjugoförsta århundradet kommer att inträffa den 22 september 2028.
Den synodiska perioden för Venus och Uranus är 226,347 dygn. Den kan beräknas med formeln 1/(1/P-1/Q) där P är Venus sideriska omloppstid (224,696 dygn) och Q är Uranus omloppstid (30799,095 dygn).

## Tidtabell för Venuspassager från Uranus[2]
Venuspassager från Uranus inträffar i serier, med två serier och ungefär 40 års intervall.
| 22 september 2028 |
| 7 maj 2029        |
| 19 december 2029  |
| 2 augusti 2030    |
| 17 mars 2031      |
| 29 oktober 2031   |
| 28 maj 2068       |
| 9 januari 2069    |
| 24 augusti 2069   |
| 7 april 2070      |
| 20 november 2070  |